# Pol Llonch
Pol Llonch Puyaltó (Barcellona, 7 ottobre 1992) è un calciatore spagnolo, centrocampista dell'Intercity.

## Carriera
Il 28 gennaio 2017 viene acquistato a titolo definitivo dalla squadra polacca del Wisła Cracovia.

## Statistiche

### Presenze e reti nei club
Statistiche aggiornate al 13 febbraio 2022.
| Stagione              | Squadra               | Campionato            | Campionato | Campionato | Coppe nazionali | Coppe nazionali | Coppe nazionali | Coppe continentali | Coppe continentali | Coppe continentali | Altre coppe | Altre coppe | Altre coppe | Totale | Totale |
| Stagione              | Squadra               | Comp                  | Pres       | Reti       | Comp            | Pres            | Reti            | Comp               | Pres               | Reti               | Comp        | Pres        | Reti        | Pres   | Reti   |
| --------------------- | --------------------- | --------------------- | ---------- | ---------- | --------------- | --------------- | --------------- | ------------------ | ------------------ | ------------------ | ----------- | ----------- | ----------- | ------ | ------ |
| 2011-2012             | L'Hospitalet          | SDB                   | 18         | 0          | CR              | 3               | 0               | -                  | -                  | -                  | -           | -           | -           | 21     | 0      |
| 2012-2013             | L'Hospitalet          | SDB                   | 27+6       | 1+0        | CR              | 1               | 0               | -                  | -                  | -                  | -           | -           | -           | 34     | 1      |
| 2013-2014             | L'Hospitalet          | SDB                   | 34+6       | 1+1        | CR              | 0               | 0               | -                  | -                  | -                  | -           | -           | -           | 40     | 2      |
| Totale L'Hospitalet   | Totale L'Hospitalet   | Totale L'Hospitalet   | 79+12      | 2+1        |                 | 4               | 0               |                    | -                  | -                  |             | -           | -           | 95     | 3      |
| 2014-2015             | Espanyol B            | SDB                   | 35         | 0          | -               | -               | -               | -                  | -                  | -                  | -           | -           | -           | 35     | 0      |
| 2015-2016             | Girona                | SD                    | 11         | 0          | CR              | 1               | 0               | -                  | -                  | -                  | -           | -           | -           | 12     | 0      |
| 2016-gen. 2017        | Granada B             | SDB                   | 21         | 2          | -               | -               | -               | -                  | -                  | -                  | -           | -           | -           | 21     | 2      |
| gen.-giu. 2017        | Wisła Cracovia        | EK                    | 16         | 0          | CP              | 0               | 0               | -                  | -                  | -                  | -           | -           | -           | 16     | 0      |
| 2017-2018             | Wisła Cracovia        | EK                    | 25         | 0          | CP              | 2               | 0               | -                  | -                  | -                  | -           | -           | -           | 27     | 0      |
| Totale Wisla Cracovia | Totale Wisla Cracovia | Totale Wisla Cracovia | 41         | 0          |                 | 2               | 0               |                    | -                  | -                  |             | -           | -           | 43     | 0      |
| 2018-2019             | Willem II             | ED                    | 30         | 1          | CO              | 6               | 0               | -                  | -                  | -                  | -           | -           | -           | 36     | 1      |
| 2019-2020             | Willem II             | ED                    | 24         | 2          | CO              | 2               | 0               | -                  | -                  | -                  | -           | -           | -           | 26     | 2      |
| 2020-2021             | Willem II             | ED                    | 27         | 0          | CO              | 0               | 0               | UEL                | 2                  | 0                  | -           | -           | -           | 29     | 0      |
| 2021-2022             | Willem II             | ED                    | 18         | 0          | CO              | 1               | 0               | -                  | -                  | -                  | -           | -           | -           | 19     | 0      |
| Totale Willem II      | Totale Willem II      | Totale Willem II      | 99         | 3          |                 | 9               | 0               |                    | 2                  | 0                  |             | -           | -           | 110    | 3      |
| Totale carriera       | Totale carriera       | Totale carriera       | 286+12     | 7+1        |                 | 16              | 0               |                    | 2                  | 0                  |             | -           | -           | 316    | 8      |